# Golf von Gonâve
Der Golf von Gonâve ist eine etwa 100 km breite Bucht in der Karibik an der Westküste von Haiti. An seiner Küste liegen die Hauptstadt Port-au-Prince und die Hafenstädte Gonaïves und Saint-Marc. Eine Insel, die Île de la Gonâve, gliedert die Bucht in den südlichen Teil, den Canal de la Gonâve, und den Canal de Saint-Marc im Norden.